# 樫 (松型駆逐艦)
樫（かし）は日本海軍の駆逐艦。松型駆逐艦の10番艦として藤永田造船所で建造された。艦名は桃型駆逐艦2番艦「樫」に続いて2代目。
1944年（昭和19年）9月30日に竣工。11月15日新編の第52駆逐隊に所属した。ヒ81船団を護衛して南西方面に進出後、礼号作戦に参加した。
1945年（昭和20年）1月21日、台湾高雄で空襲を受け損傷した。内地帰投後は瀬戸内海で待機。戦後は復員輸送に従事、のちにアメリカに引き渡され解体された。

## 艦歴

### 建造から練習部隊
一等駆逐艦（丁型）仮称艦名5490号艦として、藤永田造船所で建造。
1944年（昭和19年）5月5日、起工。6月20日、「樫」と命名される。同日付で駆逐艦4隻（樫、榧、檜、楓）は松型駆逐艦に類別された。
8月10日付で、重巡洋艦「妙高」水雷長の黒木俊思郎少佐が艤装員長に任命される。
8月13日、進水。9月30日、竣工。佐世保鎮守府籍。黒木艤装員長が正式に駆逐艦長となった。
就役後、訓練部隊の第十一水雷戦隊に編入される。瀬戸内海に回航され、訓練に従事した。
10月10日に第38任務部隊（マーク・ミッチャー中将）が沖縄、台湾方面に来襲、日本軍の反撃により台湾沖航空戦が繰り広げられた。連合軍の攻勢に対し捷号作戦警戒態勢がとられ、10月12日から14日にかけて徳島海軍航空隊にいた第四航空戦隊、第六三四海軍航空隊の要員を移動させる任務に就く。また連合艦隊が台湾沖航空戦の「残敵掃討」に第五艦隊を基幹とする第二遊撃部隊を投入した結果、小沢機動部隊の警戒兵力が不足する。そこで内地所在の第三十一戦隊や十一水戦の一部兵力が機動部隊に編入されたが、「樫」は編入されなかった。

### ヒ81船団
11月7日、「樫」は3日後に門司を出発して昭南に向かう予定のヒ81船団に編入される。第八護衛船団司令官佐藤勉少将が指揮するヒ81船団部隊は、空母「神鷹」、駆逐艦「樫」、海防艦（択捉、対馬、昭南、久米、大東、途中合流〈第9号、第61号〉）と、陸軍特殊船4隻（神州丸、あきつ丸、吉備津丸、摩耶山丸）、タンカー5隻、元特設水上機母艦「聖川丸」（川崎汽船、6,862トン）で構成され、レイテ島地上戦投入予定の第23師団輸送任務も兼ねていた。
ヒ81船団部隊の出港は11月14日に延期され、同日朝に伊万里湾を出発する。しかし、スパイに関する噂が船団中に広まるなど前途は多難であった。潜水艦出没情報により宇久島沖で待機の後、翌日朝に上海沖に向かった。ところが、同日正午に陸軍特殊船「あきつ丸」（日本海運、9,186トン）がアメリカ潜水艦「クイーンフィッシュ (USS Queenfish, SS-393) 」の雷撃により沈没した。珍島沖で待機の後再び航行を開始するが、11月17日には黄海にて潜水艦「ピクーダ (USS Picuda, SS-382) 」の雷撃で陸軍特殊船「摩耶山丸」（三井船舶、9,433トン）が沈没する。同日夜には、潜水艦「スペードフィッシュ (USS Spadefish, SS-411) 」の雷撃で「神鷹」が沈没する。神鷹生存者は約60名であった。「摩耶山丸」や「神鷹」沈没時に護衛艦「昭南」や「対馬」が爆雷攻撃をおこなったが、沈没した敵艦はいなかった。
以後は被害なくタンカーと同行し、馬公を経由して12月4日にシンガポール（昭南）に到着した。陸軍特殊船はマニラにむかった。
「樫」がヒ81船団を護衛中の11月15日付で、日本海軍は松型駆逐艦「樫」「桑」「杉」「樅」「檜」により第52駆逐隊を編成した。第52駆逐隊司令には岩上次一大佐（当時第7駆逐隊司令）が任命されている。
11月25日付で、第52駆逐隊は第五艦隊隷下の第三十一戦隊（司令官江戸兵太郎少将）に編入された。

### 南西方面作戦
1944年（昭和19年）12月5日付で北東方面艦隊が解隊され、第五艦隊は南西方面艦隊に編入、第五艦隊隷下の第三十一戦隊も自動的に南西方面艦隊所属となった。軍隊区分においては、南西方面部隊の警戒部隊であった。
昭南到着後の「樫」は、すぐさまマニラへの緊急輸送任務に就く。
12月13日、陸軍偵察機がミンドロ島を目指す連合軍大部隊を発見した。12月14日をもって第十次多号作戦（駆逐艦「清霜」、松型複数隻参加予定）は中止された。
同日、第38任務部隊（ジョン・S・マケイン・シニア中将）の艦上機はマニラを含めルソン島各地を襲撃した。「樫」はマニラに到着したばかりで、また同地には第八次多号作戦に参加して損傷した第43駆逐隊がいた。
第43駆逐隊司令菅間良吉大佐は司令駆逐艦を「梅」から「榧」に変更した。空襲を受け、松型3隻（榧、杉、樫）は共にマニラを脱出することとなる。
12月14日20時、南西方面艦隊司令長官大川内傳七中将（南西方面部隊指揮官）は、敵がルソン島に来攻した場合に第二遊撃部隊（第五艦隊）と第三十一戦隊の駆逐艦4隻（梅、榧、杉、樫）で突入作戦を実施させるため、両部隊の南沙諸島進出を命じた。第二遊撃部隊は既にカムラン湾に進出していた。
マニラ脱出後の松型3隻（樫、杉、榧）は、ひとまず南沙諸島で様子を伺う事となった。
12月15日、アメリカ軍はミンドロ島に上陸を開始してミンドロ島の戦いが始まる。
12月16日午前8時35分、大川内長官は、南沙諸島に待機中の駆逐艦3隻（樫、榧、杉）によるミンドロ島サンホセへの殴り込み作戦を発令、突撃部隊指揮官は第43駆逐隊司令・菅間良吉大佐であった。計画では「マニラへ向かう航路を取りつつカラミアン諸島を背景にサンホセに突入し、突入後はマニラに帰投する」という作戦だった。この時、松型3隻（榧、杉、樫）はカムラン湾入港直前だったという。「樫」は給水ポンプの復旧の見込みが立たず速力は21ノットを出すのがやっと、「杉」は多号作戦での損傷が癒えておらず、「榧」も不具合を抱えていた。夕刻、43駆司令指揮下の3隻（杉、樫、榧）はカムラン湾に入港し、タンカー「日栄丸」（日東汽船、10,020トン）から燃料を補給した。夜、連合艦隊司令部（参謀長草鹿龍之介中将、先任参謀神重徳大佐）は南西方面部隊に対し、第二遊撃部隊のミンドロ島突入を迫った。
12月17日、松型3隻はカムランを出撃したが海上は台風で大荒れだった。午後、菅間司令は松型3隻の状態から突入作戦成功の見込みなしと判断し、サンジャックに移動して修理すると報告した。
12月18日夜、第二遊撃部隊がサンジャックに到着する。菅間司令は松型3隻の12月20日夜突入と「但シ 司令ハ肺浸潤俄カニ重リシトシテ「サイゴン」病院ニ入院」を打電した。「榧」駆逐艦長の指揮下で再出撃したが、12月19日午前5時46分になり大川内長官は松型3隻の突入中止と、第二遊撃部隊との合同を命じた。
12月20日、連合艦隊司令部は南西方面艦隊にミンドロ島逆上陸と水上部隊殴り込みを督促した。大川内長官は第二水雷戦隊（司令官木村昌福少将）を中心としてサンホセへの突入作戦を行うよう、志摩中将に命令した。
12月21日21時30分、3隻（樫、榧、日栄丸）はサンジャックを出発、12月22日夕刻にカムラン湾へ進出した。挺身部隊（指揮官・木村少将）の集結を待ち、12月24日にカムラン湾を出撃して殴りこみ作戦「礼号作戦」が開始された。空襲を受けつつもサンホセに接近し、マンガリン湾に潜む4隻のリバティ船に対して、「霞」「榧」とともに魚雷を発射した。いずれの魚雷であるかは判然としないが、魚雷は貨物船「ジェームズ・H・ブリーステッド (SS James H. Breasted) 」に命中して着底させた。帰路、「樫」は爆撃を受けたが被害はなかった。作戦を通じ戦死者3名、負傷者6名を出したものの、大きな被害は受けなかった。
カムラン湾への帰路についていた12月28日午後、南西方面艦隊は松型3隻（榧、樫、杉）を第二遊撃部隊からとりあげ、南西方面部隊警戒部隊に編入した。松型3隻は二水戦から遅れてカムラン湾へむけ航行中、アメリカ潜水艦「デイス (USS Dace, SS-247) 」の雷撃により沈没した給糧艦「野埼」の乗員を発見、救助を実施した。12月29日11時35分、カムラン湾に帰投した。松型3隻は大型艦（足柄、大淀）から燃料を補給した。同日14時、「樫」や「大淀」等はカムラン湾を出発、12月30日13時サンジャックに到着した。同日午後、「樫」は第三十一戦隊（司令官鶴岡信道少将）旗艦となった。
1945年（昭和20年）1月1日、松型3隻（樫、榧、杉）はサンジャックを出港し、香港経由で1月7日に台湾高雄へ到着した。
1月8日朝、南西方面艦隊は第三十一戦隊に麾下3隻（梅、樫、杉）のルソン島リンガエン湾突入を促した。1月9日朝、南西方面艦隊は水上部隊のリンガエン湾突入を諦めたので、高雄で修理中の「榧」は舞鶴へ帰投し、香港で修理中の「梅」も高雄へ移動した。1月10日、南西方面部隊指揮官（南西方面艦隊長官）は各部隊の任務を変更した。第三十一戦隊に対し「（南西方面部隊）警戒部隊ハ指揮官所定ニ依リ台湾海峡及呂栄海峡方面ニ於ケル敵潜水艦掃討ヲ行フト共ニ 台湾、呂栄間ノ作戦輸送ニ任ズベシ」と命じた。
1月21日、高雄で第38任務部隊艦上機の空襲を受け、松型3隻（杉、樫、梅）も応戦する。「樫」は3発の直撃弾により缶室、電信室、射撃装置などが損傷して戦死者21名、負傷者20名を出す。第三十一戦隊司令部は陸上の高雄警備府に将旗を掲げた。「樫」はただちに基隆への回航を命じられ、1月24日同地に到着した。
1月27日には基隆に松型5隻（樫、梅、榧、杉、楓）が揃ったが、「梅」と「楓」は駆逐艦「汐風」と共にルソン島からの航空隊関係者脱出作戦に投入され、1月31日にバシー海峡で空襲により「梅」が沈没、「楓」も損傷した。
応急修理を続けていた「樫」は、2月1日に「杉」とともに出港し、舟山群島で南号作戦のヒ88A船団（「せりあ丸」〈三菱汽船、10,238トン〉、第205号海防艦、第41号海防艦）に合流して門司まで護衛を行った。ヒ88A船団部隊は2月7日に門司へ到着した。「樫」は護衛終了後の翌2月8日に佐世保に帰投し、佐世保海軍工廠で修理が行われた。

### 終戦まで
「樫」が佐世保に到着する3日前、第五艦隊は解隊されて第十方面艦隊が新編され、五艦隊隷下の第三十一戦隊は連合艦隊付属となった。
第三十一戦隊司令部は空路で内地にもどり、駆逐艦「竹」や秋月型駆逐艦「花月」に将旗を掲げた。3月10日、日本海軍は杉谷長秀大佐（当時、駆逐艦「涼月」艦長）を第52駆逐隊司令に補職した。また3月15日付で第三十一戦隊は第二艦隊に編入され、3月25日付でシンガポールで修理中の軽巡洋艦「五十鈴」は三十一戦隊から除かれた。
修理後の「樫」は呉に回航されて戦艦「大和」の護衛にあたるが、間もなく呉海軍工廠で再度の修理が行われた。
4月3日、艦長が黒木少佐から萩原学少佐（当時、「初桜」艤装員長）に交代した。4月20日、第二艦隊や第二水雷戦隊が解隊されると、第三十一戦隊は連合艦隊付属にもどった。
5月20日、軽巡「北上」（人間魚雷回天母艦）と第三十一戦隊などを基幹として海上挺進部隊が新編され、52駆の「樫」も同部隊所属となる。出撃の機会はなく、瀬戸内海で訓練と待機の日々を過ごした。7月28日の呉軍港空襲では至近弾により小破、そのまま呉で終戦を迎えた。10月5日除籍。
12月1日に特別輸送艦に指定され、復員輸送に従事した。終了後は賠償艦として1947年（昭和22年）8月7日に佐世保でアメリカに引渡されるが、そのまま売却。10月27日から1948年（昭和23年）3月20日にかけて笠戸ドックで解体された。

## 歴代艦長

### 艤装員長
1. 黒木俊思郎 少佐 1944年8月10日[13] - 1944年9月30日[15]

### 駆逐艦長
1. 黒木俊思郎 少佐 1944年9月30日[15] - 1945年4月3日[126]
2. 萩原学 少佐 1945年4月3日[126] - 不明

### 注
1. ↑  のちに満州国に譲渡され「海威」となった[5]。
2. ↑  第十一水雷戦隊司令官は高間完少将、当時の旗艦は軽巡洋艦「多摩」。
3. ↑  十一水戦から機動部隊本隊に編入されたのは軽巡「多摩」と駆逐艦「杉」であり、高間司令官は旗艦を「檜」に変更して内地に残った[24]。
4. ↑  この日、第三十一戦隊旗艦「霜月」が潜水艦「カヴァラ」に撃沈され[44]、江戸少将と司令部は全滅した[45]。後任司令官は鶴岡信道少将で[46]、新司令部は12月上旬に内地で発足、空路でマニラへ進出した[47]。
5. ↑  12月23日には草鹿参謀長、神重徳参謀、淵田航空参謀が空路でマニラに乗り込み、現地陸海軍との調整をおこなった[80][81]。
6. ↑  12月20日時点でサンジャック所在艦艇（足柄、日向、伊勢、大淀、朝霜、清霜、杉、樫、榧、日栄丸など）、サンジャック南南西約330海里に妙高救援部隊[84]（羽黒、妙高、霞、初霜、千振など）[85]。
7. ↑  [105]
  - 第一遊撃部隊＝南方輸送路の支援及び好機比島方面敵進攻部隊の撃滅
  - 警戒部隊＝台湾海峡及びルソン海峡方面敵潜掃蕩及び台湾ルソン間作戦輸送
  - 第一輸送戦隊＝台湾ルソン間作戦輸送
  - 潜水部隊＝比島方面作戦